# Medium Tactical Vehicle Replacement
Medium Tactical Vehicle Replacement (MTVR) – sześciokołowy wielozadaniowy pojazd wojskowy używany przez Korpus Piechoty Morskiej i Marynarkę Wojenną Stanów Zjednoczonych. Pojazd zaprojektowano w celu zastąpienia przestarzałych samochodów ciężarowych M939.
Pojazd produkowany jest w licznych odmianach, m.in. jako lekki i ciężki pojazd ciężarowy, wywrotka, ciągnik, pojazd holowniczy oraz pojazd amunicyjny dla systemu rakietowego HIMARS.